# Манси (язык)
Манси (Delaware, Munsee, Ontario Delaware) — почти исчезнувший североамериканский индейский язык, который принадлежит восточноалгонкинской подгруппе алгонкинской языковой семьи, являющейся ветвью алгской языковой семьи. На языке говорит народ манси (часть народа делаваров), проживающий в резервации Моравиантаун на юге провинции Онтарио в Канаде. Раньше язык использовался также в непосредственной близости от города Нью-Йорк (включая Лонг-Айленд, Манхэттен, Статен-Айленд), а также на прилегающих территориях долины Хадсон штата Нью-Йорк, на северной трети штата Нью-Джерси и на северо-востоке штата Пенсильвания в США. Похож на вымерший язык унами.